# Carroll Baker
Carroll Baker (Johnstown, Pennsylvania, 1931. május 28. –) Golden Globe-díjas amerikai színésznő.

## Életpályája
1947-ben mint balerina tűnt fel a varieték színpadán. A kezdeti sikerek után végül is a színi pályát választotta. New Yorkban Elia Kazan és Lee Strasberg híres Actor's Stúdiójába iratkozott be. 1953-ban lépett fel először, majd 1956-ban James Dean partnere volt az Óriás című filmben. 1960-ban csillagot kapott a Hollywood Walk of Fame-en. Az 1980-as, 1990-es években olyan szerepekben volt látható, mint például Jack Nicholson párjaként a Gyomok között (1987) és Arnold Schwarzenegger partnereként az Ovizsaru (1990) című filmben.
Legismertebb alakítása a Tennessee Williams Baby Doll című (1956) darabja nyomán készült társadalmi dráma címszerepe. A tragikus sorsú J. Harlow-ot személyesítette meg a róla szóló életrajzi filmben (1965).

## Magánélete
1953-ban Louie Ritter volt a férje. 1955 és 1969 között Jack Garfein (1930–2019) színházi rendező volt a párja. Két gyermekük született: Blanche Baker (1956–) színésznő és Herschel Garfein (1958–) zeneszerző. 1978-2007 között Donald Burton (1934–2007) angol színész volt a házastársa.

## Filmjei
- Óriás (1956)
- Babuci (1956)
- Idegen a cowboyok között (1958)
- Híd a naphoz (1961)
- A vadnyugat hőskora (1962)
- Kalandorok (1964)
- Cheyenne ősz (1964)
- Sylvia (1965)
- A világ legszebb története - A Biblia (1965)
- Harlow (1965)
- A hárem (1967)
- Gyémánt Jack (1967)
- Apacs kapitány (1971)
- Baba Yaga (Kiss Me Kill Me, 1973)
- Az erdei kápolna titka (1980)
- Egy aktmodell halála (1983)
- Gyomok között (1987)
- Ovizsaru (1990)
- Mesék a kriptából (1991)
- Büszke férfiak (1993)
- Gyilkos sorok (1993)
- Chicago Hope Kórház (1995)
- Rosszreménység foka (1995)
- Játsz/ma (1997)
- A halüzem (1997)

## Díjai
- Golden Globe-díj (1957) (megosztva: Jayne Mansfield és Natalie Wood)